# هالفینگر (خودرو)
|  |
|  |

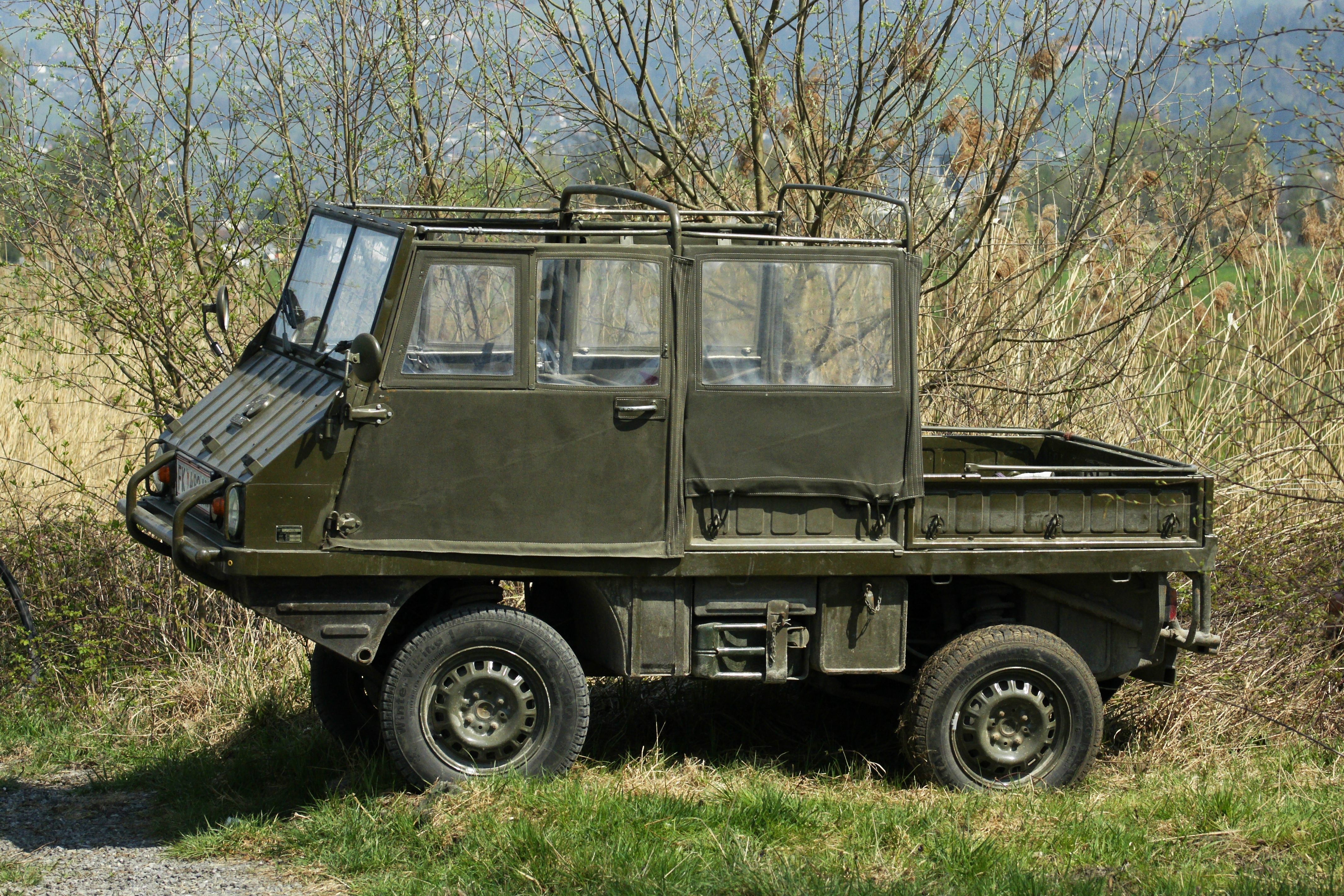
هالفینگر

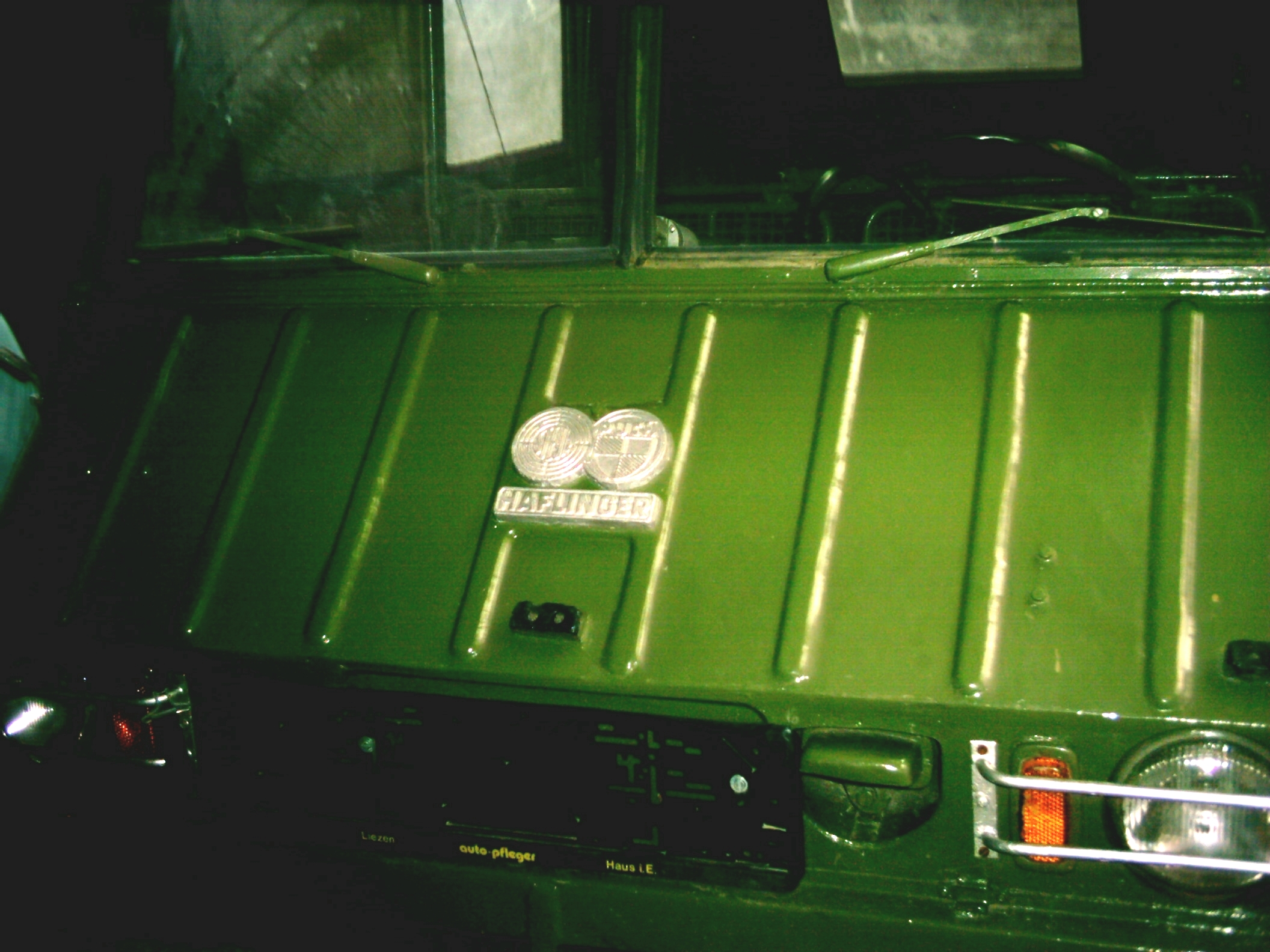
دماغه هالفینگر که مارک آن بر رویش دیده می‌شود.

هالفینگر (Haflinger) یک خودرو چهار چرخ محرک اتریشی است که توسط اشتایر دایملر-پوش (SDP) در شهر گراتز تولید می‌شد. از سال ۱۹۵۸ تا سال ۱۹۷۴، تعداد ۱۶،۶۴۷ دستگاه از این خودروها ساخته شد که بیشتر آن‌ها در ارتش‌های اتریش و سوئیس به خدمت گرفته شد، اما خودروهای هالفینگر به سراسر جهان نیز صادر شد.
طراح این خودرو اریش لدوینکا، فرزند هانس لدوینکا بود. هالفینگر دارای یک شاسی با یک میله مرکزی و اکسل نوسانی است (که از ویژگی‌های سبک اتریشی طراحان خودرو است) و بلندی شاسی آن از زمین زیاد است. موتور دو سیلندر آن که با هوا خنک می‌شود در عقب نصب شده‌است. وزن خالص آن ۶۰۰ کیلوگرم است و قادر به حمل ۵۰۰ کیلو بار است. نام این خودرو از اسب‌های هالفینگر گرفته شده‌است.